# Culpable (canción de Belinda)
«Culpable» es una canción de la cantante y actriz española Belinda.

## Información
Culpable es una canción escrita por Andrea Wasse, Lincoln Cushman, Ryan Ford, Jay Westman, Belinda y Nacho Peregrín, padre de la cantante; es una adaptación del tema "Into The Morning" del grupo canadiense The Weekend, cuya vocalista es Andrea Wasse. Primeramente se había mencionado que este tema sería el primer sencillo del álbum, pero fue confirmado por Belinda a través de su Twitter que sería Egoísta el primer sencillo.

## Video
Belinda había confirmado a través de Twitter que Culpable sería el tercer sencillo del álbum, y que el video lo grabaría en Argentina, pero fue cancelado al terminar la promoción de Carpe Diem.

## Lanzamiento
El lanzamiento oficial de la canción en iTunes estuvo programado para el día 9 de marzo de 2010, aunque algunas horas antes ya estaba disponible para descarga.
| Región | Fecha              | Formato          | Discográfica  |
| ------ | ------------------ | ---------------- | ------------- |
| iTunes | 9 de marzo de 2010 | Descarga digital | Capitol Latin |

### Lista de canciones
iTunes Digital download
1. «Culpable» (Andrea Wasse, Lincoln Cushman, Ryan Ford, Jay Westman, Belinda, Nacho Peregrín) — 3:55